# Stoutsville (Missouri)
Stoutsville – wieś w Stanach Zjednoczonych, w stanie Missouri, w hrabstwie Monroe.